# Raymond Radiguet
Raymond Radiguet (Saint-Maur-des-Fossés, 18 giugno 1903 – Parigi, 12 dicembre 1923) è stato uno scrittore e poeta francese.

## Biografia
La precoce cultura, spaziante dal Seicento francese ai simbolisti, e la singolare produzione di versi, riuniti nella raccolta postuma Les joues en feu (del 1925; Le gote in fiamme), lo introdussero nell'ambiente artistico parigino, ove collaborò, anche con l'appoggio di Jean Cocteau, con cui intrattenne una relazione, a riviste di avanguardia.
Nel romanzo Le diable au corps (Il diavolo in corpo, del 1921), apparso dapprima col titolo Coeur vert (Cuore acerbo), l'amore fra un adolescente ed una ragazza diciottenne, che nel clima eccezionale della prima guerra mondiale trova libero spazio per una vacanza cui la realtà porrà tragicamente fine, viene presentato, sull'esempio dello psicologismo del Seicento e del settecento, nella sua cadenza di gioco sottile e ciecamente crudele.
Più dichiarata radice letteraria ha il secondo romanzo di Radiguet, Le bal du comte d'Orgel (Il ballo del conte d'Orgel, postumo, del 1924) che da La principessa di Clèves di Madame de La Fayette assume il motivo del nascere inconsapevole di un sentimento e della gelosia che segue la sua confessione; tema colto nel quadro di una vita mondana i cui attori sono incapaci o timorosi di vera passione.
Muore di febbre tifoidea a soli vent'anni.
Nel 1957, a cura di Jean Cocteau, è stato pubblicato il libretto di sentenze Règle de jeu (La regola del gioco).

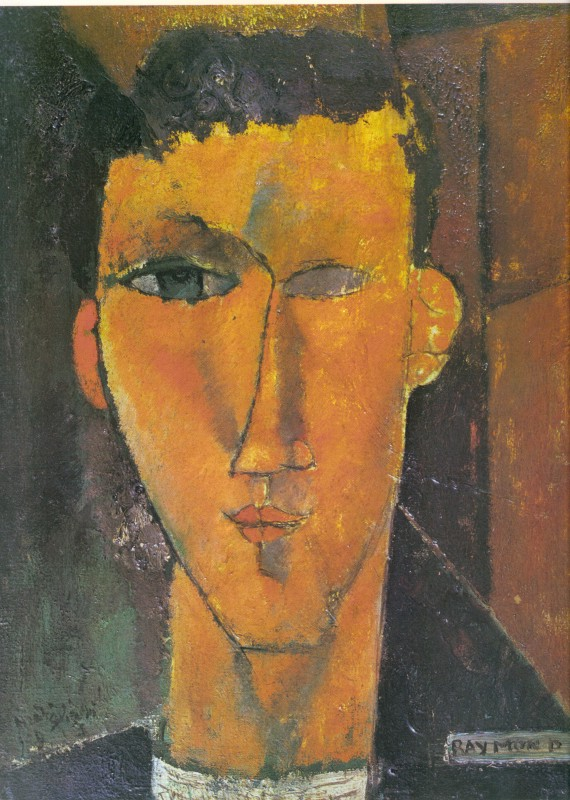
Raymond Radiguet ritratto da Amedeo Modigliani

## Opere
- 1921 - Il diavolo in corpo (Le diable au corps precedentemente Coeur vert)
- 1924 - Il ballo del conte d'Orgel (a cura di Jean Cocteau) (Le bal du comte d'Orgel) (postumo)
- 1925 - Le gote in fiamme (Les joues en feu) (postumo)
- 1957 - La regola del gioco (a cura di Jean Cocteau) (Règle de jeu) (postumo)